# Tomáš Řezáč
Tomáš Řezáč (2. března 1935 Praha – 10. září 1992 Praha) byl český novinář, emigrant a agent Státní bezpečnosti s krycími jmény „Karel“, „Repo“ a „Tom“.

## Biografie
Syn spisovatelů Václava Řezáče a Emy Řezáčové v roce 1968, po potlačení pražského jara, s manželkou emigroval z Československa do Švýcarska. Po několika letech se stal agentem 1. odboru FMV pod krycím jménem Repo. Plnil úkoly StB a přinášel zprávy z prostředí emigrantů. Po návratu do republiky v roce 1975 sehrál hlavní roli v několika propagandistických dezinformačních kampaních. Jako agent byl řízen kontrarozvědkou.
Na pokyn pátého odboru KGB napsal knihu Solženicynova spirála zrady (vyšlo rusky, pod názvem Спираль измены Солженицына, Moskva, 1978) s cílem diskreditovat Alexandra Solženicyna. Při psaní využil bez vědomí autora materiály L. S. Samutina zabavené KGB. Kniha je v ruštině dostupná online, vyšla též italsky a španělsky (na Kubě).
Rovněž vydal dezinformační stať o Václav Havlovi, zúčastnil se kampaně proti Chartě 77, která skončila soudním procesem. Napsal také několik špionážních a detektivních románů (některé vydal pod pseudonymem Karel Tomášek). Do ruštiny byl přeložen román Pacient dr. Paarelbecka, který vypráví historii návratu českého disidenta do socialistické vlasti.

## Dílo
Svá díla publikoval i pod pseudonymy: Jiří Bagár, Pavel Lukáš, A. Lidin, Pavel Petr, Karel Tomášek. Byl spoluautorem dvou knih Arnošta Beneše.

### Tuzemská vydání (česká i cizojazyčná)
- Cesta do prázdna - překlady:
  - Voie sans issue (Překlad do franc. Jaroslav Kelis, Prague, Orbis, 1978)
  - Wege ins Leere (německy, Prag, Orbis, 1978)
  - Le Vie verso vuoto (italsky?, Praga, Orbis, 1980)
- Smrt čeká nad Alpami (Praha, Naše vojsko, 1979)
- Španělská dálnice (Il. Karel Teissig, Praha, Práce, 1979)
- Pacient Dr. Paarelbacka  (Praha, Naše vojsko, 1980)
- Cesta do prázdna a další příběhy z archivů kriminální služby (dovětky k příběhům připravil a úvod napsal Bohumil Bílek ; ilustrovali Eva Zboženská, Petr Horák a Krista Pokorná, Praha, Naše vojsko, 1982)
- Ozvěny krutého lesa (Praha, Práce, 1982)
- Smrt v ulicích (Praha, Práce, 1982)
- Sága o letu a ohni (román o životě S. P. Koroleva (il. Dagmar a Pavel Bromovi, Praha, Práce, 1984)
- Válka v týlu (Praha, Panorama, 1985)
- Co říkali a co chtěli – Svědectví nejen o roce 1968 (Praha, Rudé právo, 1988)
- Z análů tajných služeb. 1, Černý vzadu (spoluautoři Miroslav Honzík, Tomáš Řezáč, Praha, Svoboda, 1989)
- Z análů tajných služeb. 2, Ve službách jejího veličenstva (Praha, Svoboda, 1991)
- Afghánistán – Peklo paradoxů (Praha, Universe ve spolupráci s nadací Simba, 1993)

### Cizojazyčná vydání v zahraničí
- Solženicynova spirála zrady:
  - Rezac T. La spirale delle contraddizioni di Aleksandr Solgenitzyn. – Milano: Teti, 1977. – s. 113.
  - Ржезач Томаш. Спираль измены Солженицына / Авториз. пер. с чеш.; ред. М. Правдина. – М.: Прогресс, 1978. – 216 с. – do prodeje se kniha nikdy nedostala, je dostupná online.
  - La espiral de la traición de Solzhenitsin , La Habana, Arte y Literatura, 1979
- Tomášek Karel (pseudonym). Svaz budovatelů nového světa. – М., 1979. – Ассоциация строителей нового мира – о RVHP, rusky nevydána, vydána anglicky, arabsky, bulharsky, čínsky, francouzsky, maďarsky, mongolsky, německy, polsky, rumunsky, slovinsky, španělsky, vietnamsky
- Ржезач Томаш. Пациент доктора Паарлелбакка : роман Зарубежный детектив (альманах) Пер. Л. Лерер; сост. В. Киселёв. – М.: Молодая гвардия, 1982. – С. 11–140. –200 000 výtisků - česky Pacient doktora Paarelbacka.
- Ржезач Т., Цуркан В. Разыскиваются… – М.: Прогресс, 1981. – 80 000 výtisků.  – o ukrajinských nacionalistech, přeloženo do angličtiny, němčiny, francouzštiny.